# بيركا

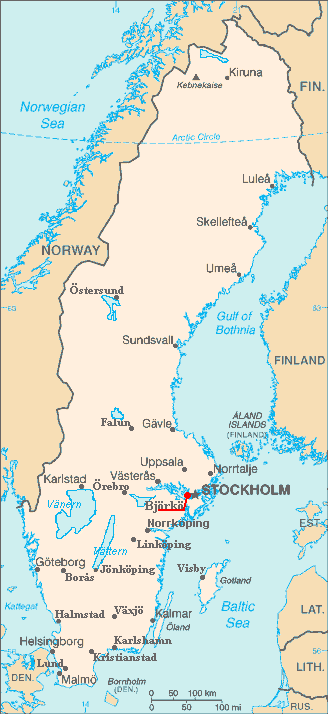
موقع بيركا في السويد

بيركا (بالإنجليزية: Birka)‏ (Birca هكذا تلفظ في القرون الوسطى)، جزيرة Björkö (حرفيا: "بيرش الجزيرة") في السويد، كانت مركزا تجاريا هاما حيث تعاملت مع البضائع القادمة من الدول الإسكندنافية وكذلك أوروبا الوسطى وأوروبا الشرقية والشرق. Björkö تقع على بحيرة مالارين، على بعد 30 كيلومترا غرب ستوكهولم، داخل حدود بلدية Ekerö. المواقع الأثرية من بيركا ومنطقة Hovgården، وعلى الجزيرة المجاورة Adelsö، يشكلون مجمع للمواقع الأثرية التي توضح شبكات تجارة معقدة مع الدول الإسكندنافية أثناء الفايكنغ والمناطق تحت تأثيرها من أوروبا. كما وينظر إليها عادة باعتبارها أقدم مدينة في السويد، وبيركا (جنبا إلى جنب مع Hovgården) تعتبر من مواقع التراث العالمي لليونسكو منذ عام 1993.

## معرض صور

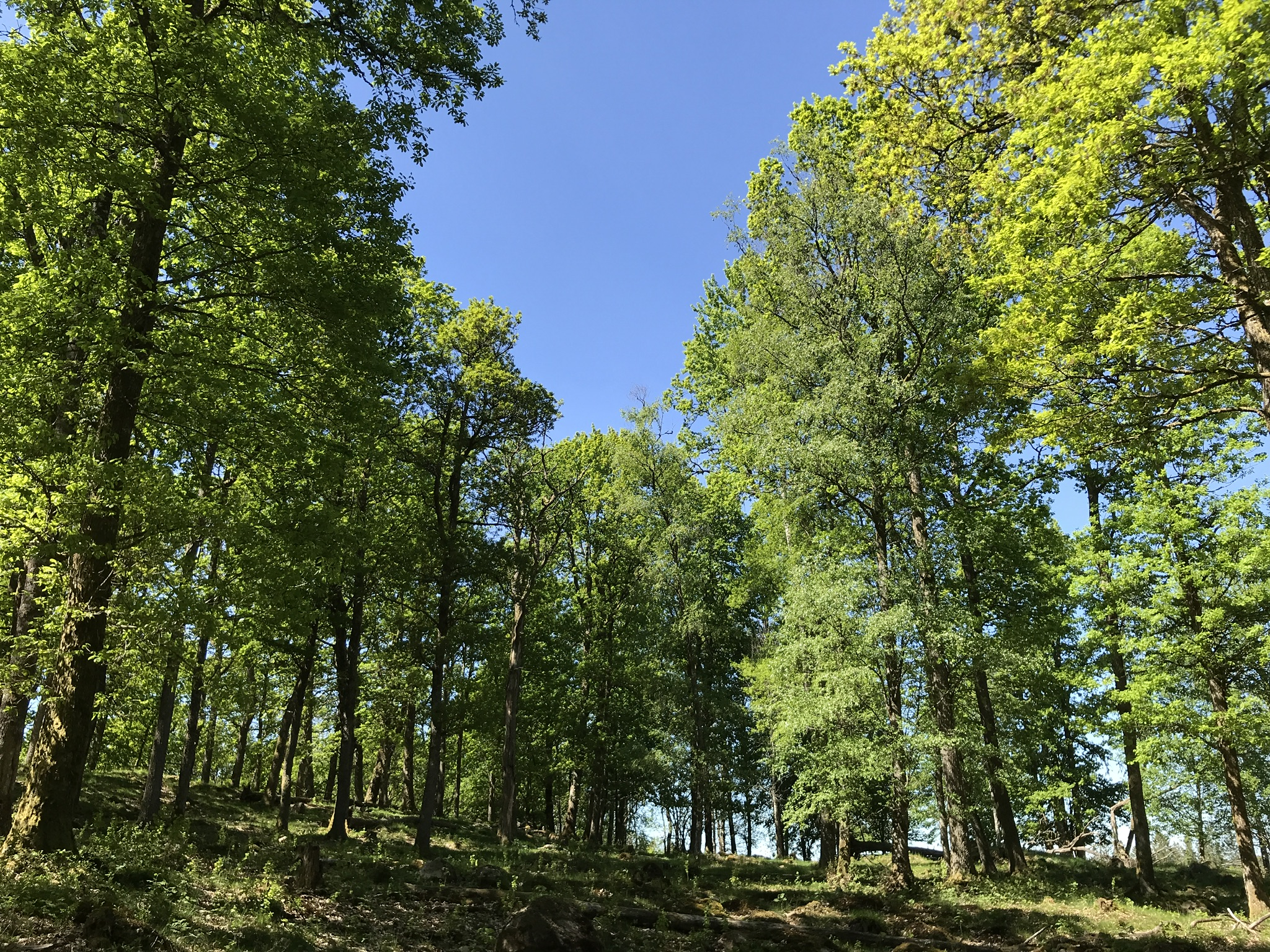
الطبيعة في الجزيرة
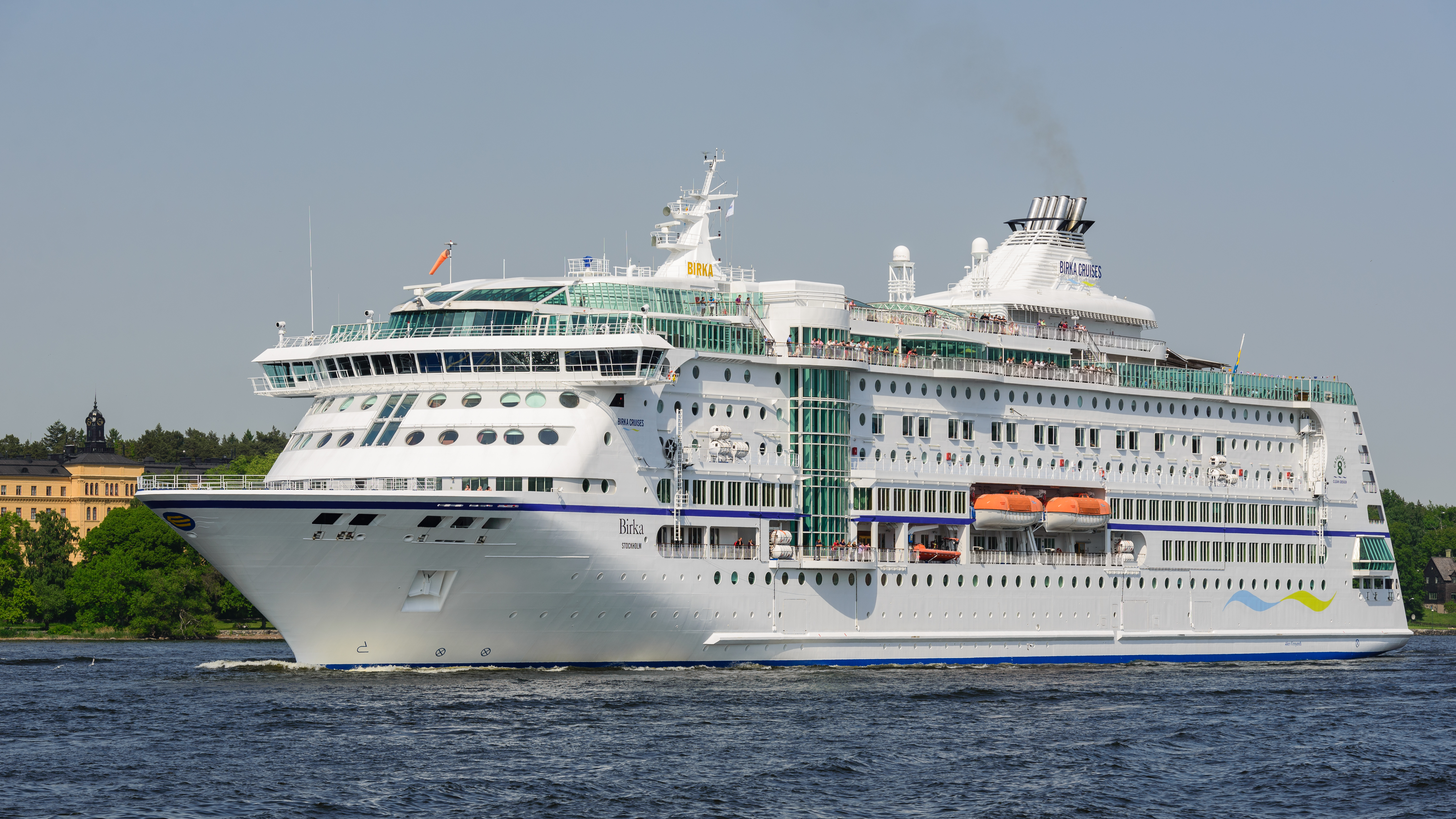
بيركا في حزيران
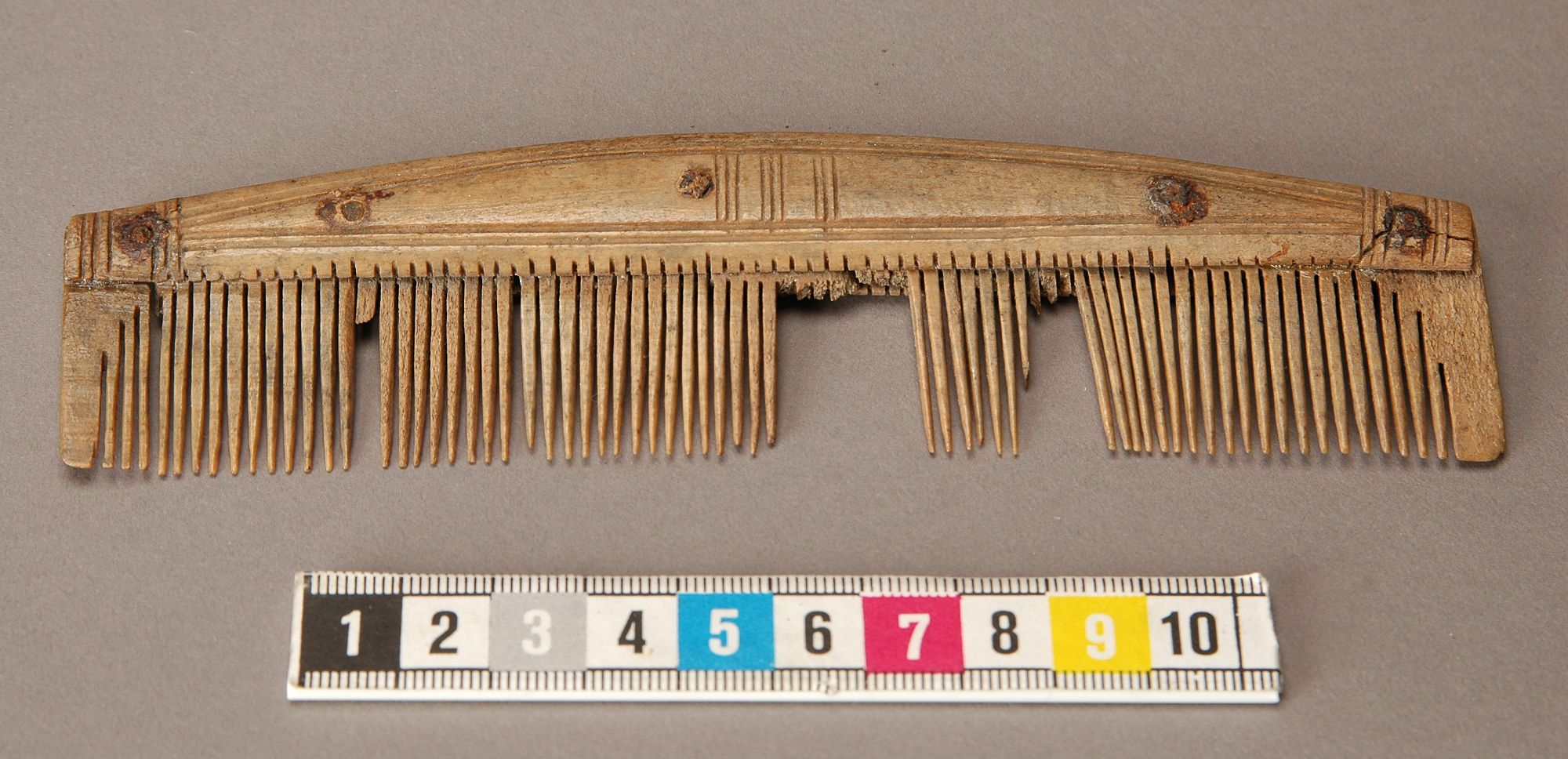
مشط قرن الوعل من بيركا
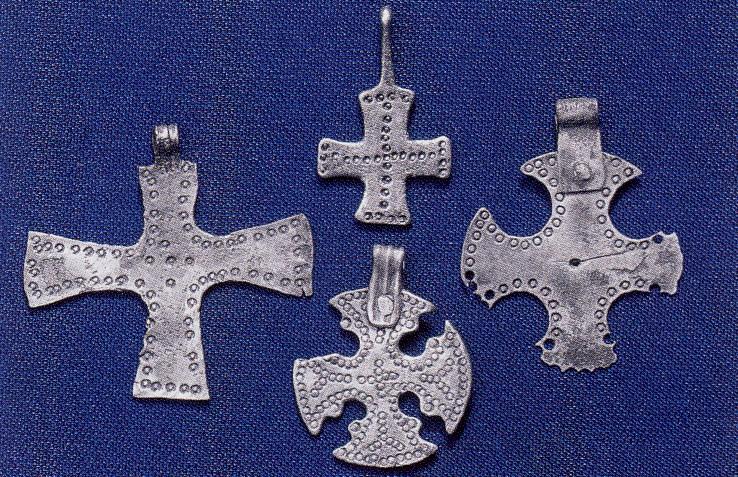
مجموعة صلبان
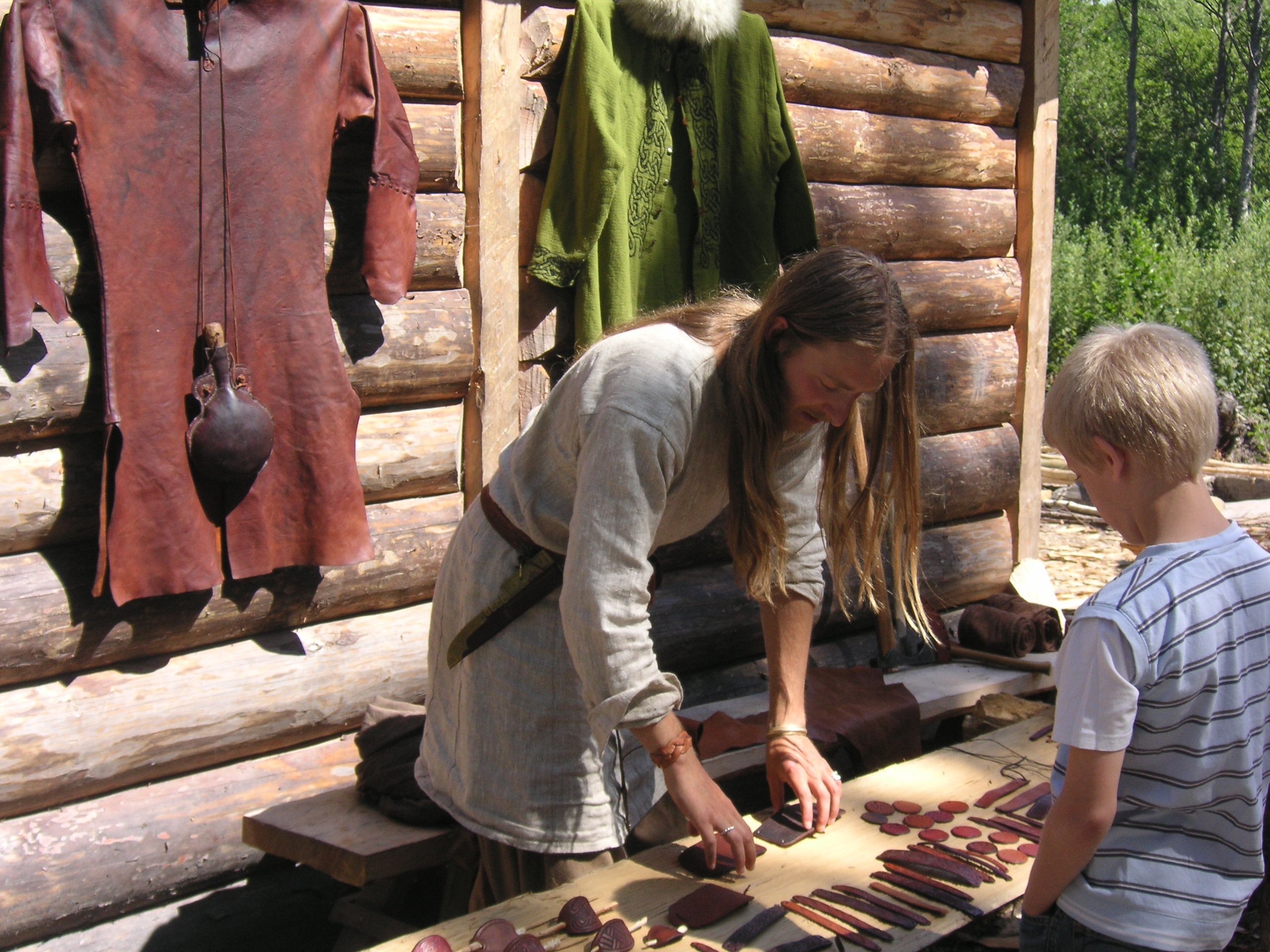
مشغولات من الجلد بيركا